# Homebrew (відеоігри)

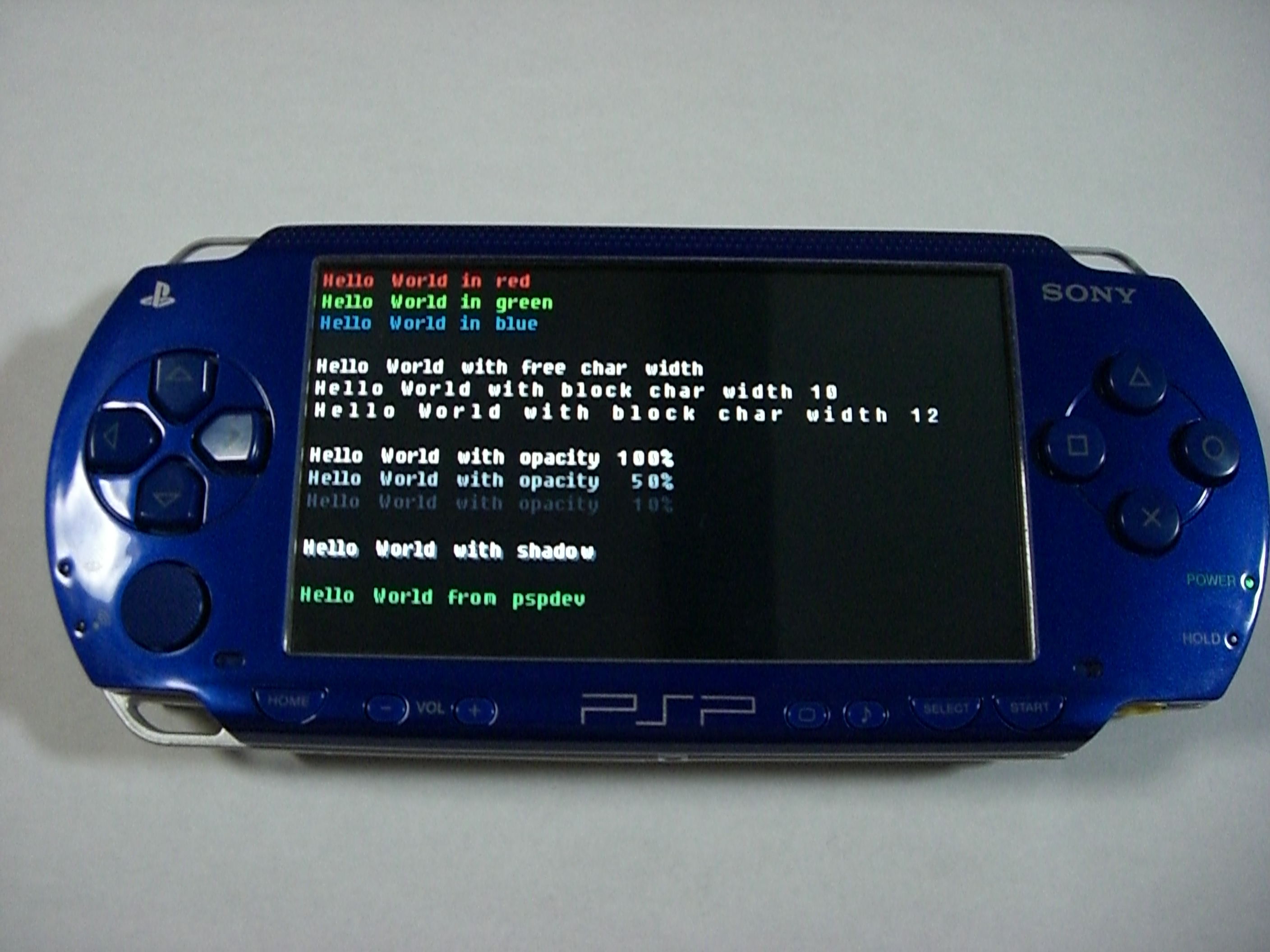
Програма Hello World запущена на PSP

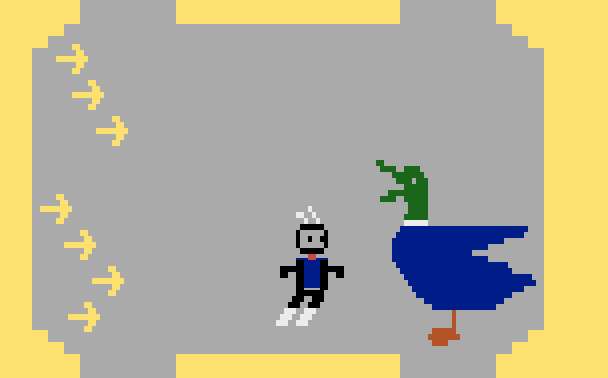
Homebrew Duck Attack! на Atari 2600

Homebrew (від англ. home brew — укр. домашнє пиво) — відеоігри та інше програмне забезпечення для гральних консолей, розроблене силами користувачів-ентузіастів. Термін зазвичай застосовується до програм для пропріетарних пристроїв, що не передбачають запуск користувальницького ПЗ. Один із популярних напрямків розробки homebrew-ігор — так звані фен-ігри (англ. fangame) — ігри, засновані на популярних «офіційних» відеоіграх. В Японії такі ігри називаються dōjin soft (яп. 同人ソフト) або dōjin games (яп. 同人ゲーム).
Homebrew-ігри для систем, що застаріли, зазвичай розробляються на сучасних системах, за допомогою емуляторів, оскільки це не потребує оригінального обладнання для тестування програми. Розробка для нових систем зазвичай потребує використання реального приладу, через відсутність емуляторів чи неточності емуляції.
У пропріетарних ігрових пристроях застосовується ряд методів, що обмежують можливість запуску сторонніх програм. Мета таких обмежень — перешкоджати запуску зламаних ігор. Тому, розробникам і користувачам homebrew-програм доводиться використовувати ті чи інші шляхи обходу цих обмежень. Так, наприклад, для Atari 2600 homebrew-розробники використовують плату з EEPROM (ПЗП, що перепрограмовується), що замінює ігровий картридж. Для Game Boy Advance і Nintendo DS використовуються флеш-картриджі — спеціальні пристрої у вигляді ігрового картриджа, з флеш-картою всередині.
Найпопулярніші платформи для розробки homebrew це Dreamcast, Game Boy Advance, PlayStation Portable, Atari 2600 та Nintendo Entertainment System (NES). Останні дві консолі цікаві тим, що використовують набір інструкцій процесора 6502, як і популярні домашні комп'ютери Commodore 64 і Apple II. Інший фактор популярності застарілих і портативних систем — це простота, завдяки чому один розробник чи невелика група може завершити проект за достатньо невеликий час.
Більша частина homebrew це ігри, але крім того випускається і безліч демок.